# Tiffany Simelane
Tiffany Simelane (1988 – 17 de agosto de 2009) fue una modelo de belleza suazi que representó a su país en el certamen de Miss Mundo 2008 en Suráfrica. Su reinado empezó el 26 de julio de 2008 y acabó 22 días antes de su muerte.

## Miss Suazilandia
Después de ser coronada Miss Suazilandia se quejó a su amiga de que tan pronto como ganó le dijeron que tendría que pagar ella misma todos los gastos, incluido el costo de su vestido, para viajar al certamen de Miss Mundo. Este fue un gran punto de fricción entre ella y los patrocinadores y organizadores del concurso. Los organizadores informaron de sus propias decepciones con Simelane y revelaron que ella "desaparecería sin dejar rastro", provocando más controversia. En una entrevista con el Times of Swaziland, agradeció a Dios que su reinado había terminado, afirmando que pensaba que se estaba "volviendo loca" y que el título no había sido más que un lastre para ella. Cuando renunció a su corona en una ceremonia en el Centro Real de Convenciones de Swazilandia, pronunció un discurso críptico, revelando que convertirse en Miss Suazilandia le había abierto los ojos y que esperaba eliminar la nube de polémica en torno a la competición durante su reinado. Luego afirmó que la competición no se estaba desarrollando de forma correcta, pero que tenía la conciencia tranquila.

## Muerte
El 17 de agosto de 2009, Simelane se suicidó por ingestión de un pesticida que contenía fosfuro de aluminio y gases de fosfina. La llevaron de urgencia para recibir tratamiento en el Hospital Gubernamental de Mbabane. Sus amigos informaron que se suicidó por tener un "corazón roto", enfrentando depresión y falta de cercanía con su familia, además del estrés de ser Miss Suazilandia.